# Margaret du Royaume-Uni
Pour l’article homonyme, voir Margaret du Royaume-Uni (homonymie).
Ne doit pas être confondue avec Marguerite d'Angleterre.
Margaret du Royaume-Uni (Margaret Rose), née le 21 août 1930 à Glamis en Écosse et morte le 9 février 2002 à Londres, est un membre de la famille royale britannique, sœur cadette de la reine Élisabeth II.

## Biographie

### Enfance

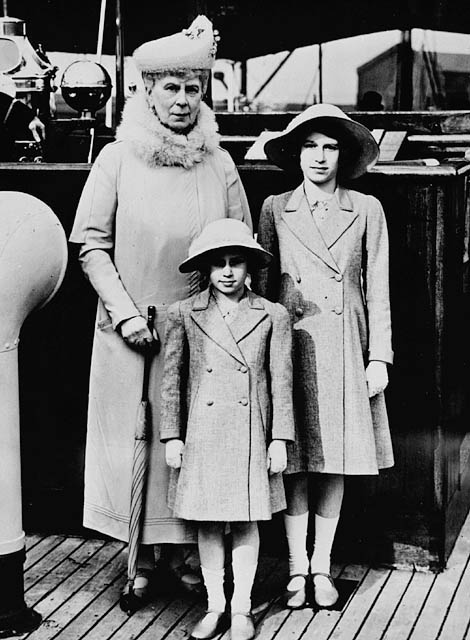
La princesse Margaret avec sa grand-mère, la reine Mary, et sa sœur, la future reine Élisabeth II, en 1938.

La princesse Margaret naît au château de Glamis, la demeure ancestrale de son grand-père maternel, Claude Bowes-Lyon, 14e comte de Strathmore et Kinghorne. Elle est la seconde fille d'Albert, duc d'York (futur roi George VI), et d'Elizabeth Bowes-Lyon (dite plus tard « the Queen Mother », « la reine mère »).
Elle est baptisée dans la chapelle privée du palais de Buckingham et a pour parrain son oncle le prince de Galles, futur Édouard VIII, et pour marraine la princesse Ingrid de Suède, devenue reine de Danemark quelques années plus tard.
En 1936, son oncle Édouard VIII abdique et son père devient roi sous le nom de George VI. Durant toute son enfance, elle est éduquée avec sa sœur par des précepteurs. Pendant la Seconde Guerre mondiale, elle reste avec sa famille au château de Windsor en dépit des nombreux bombardements à Londres et dans sa banlieue.
En 1952, son père meurt et sa sœur aînée devient la reine Élisabeth II.

### Vie sentimentale
En 1953, Élisabeth II est couronnée. Margaret et sa mère quittent le palais de Buckingham laissé au nouveau couple royal, et s'installent à Clarence House. La même année, le Regency Act (en) statue qu'en cas de décès de la souveraine, la régence reviendrait à son époux, le duc d'Édimbourg, et non à Margaret comme la loi le prévoyait jusqu'alors. Au printemps 1953, la princesse Margaret se lie avec le group captain Peter Townsend, pilote de chasse à la Royal Air Force, héros de la Seconde Guerre mondiale. Quoique roturier, l'homme est écuyer de l'ancien roi George VI et de la reine Élisabeth II. Il est donc admis au palais de Buckingham et dans le cercle de la famille royale. Cependant, il est divorcé et père de famille, ce qui rend tout projet de mariage impossible avec la princesse Margaret : l'Église anglicane, Église d'État, ne permet pas à l'époque le remariage d'une personne divorcée,.
Pour se marier avec Peter Townsend, la princesse Margaret aurait dû, conformément aux règles de la cour, attendre d'avoir 25 ans, renoncer à son titre royal et à sa liste civile, puis obtenir l'autorisation du gouvernement. Au bout de plusieurs années de romance reprise par les journaux, Margaret annonce publiquement sa rupture avec Peter en raison de « ses devoirs envers son pays ».

### Mariage et descendance

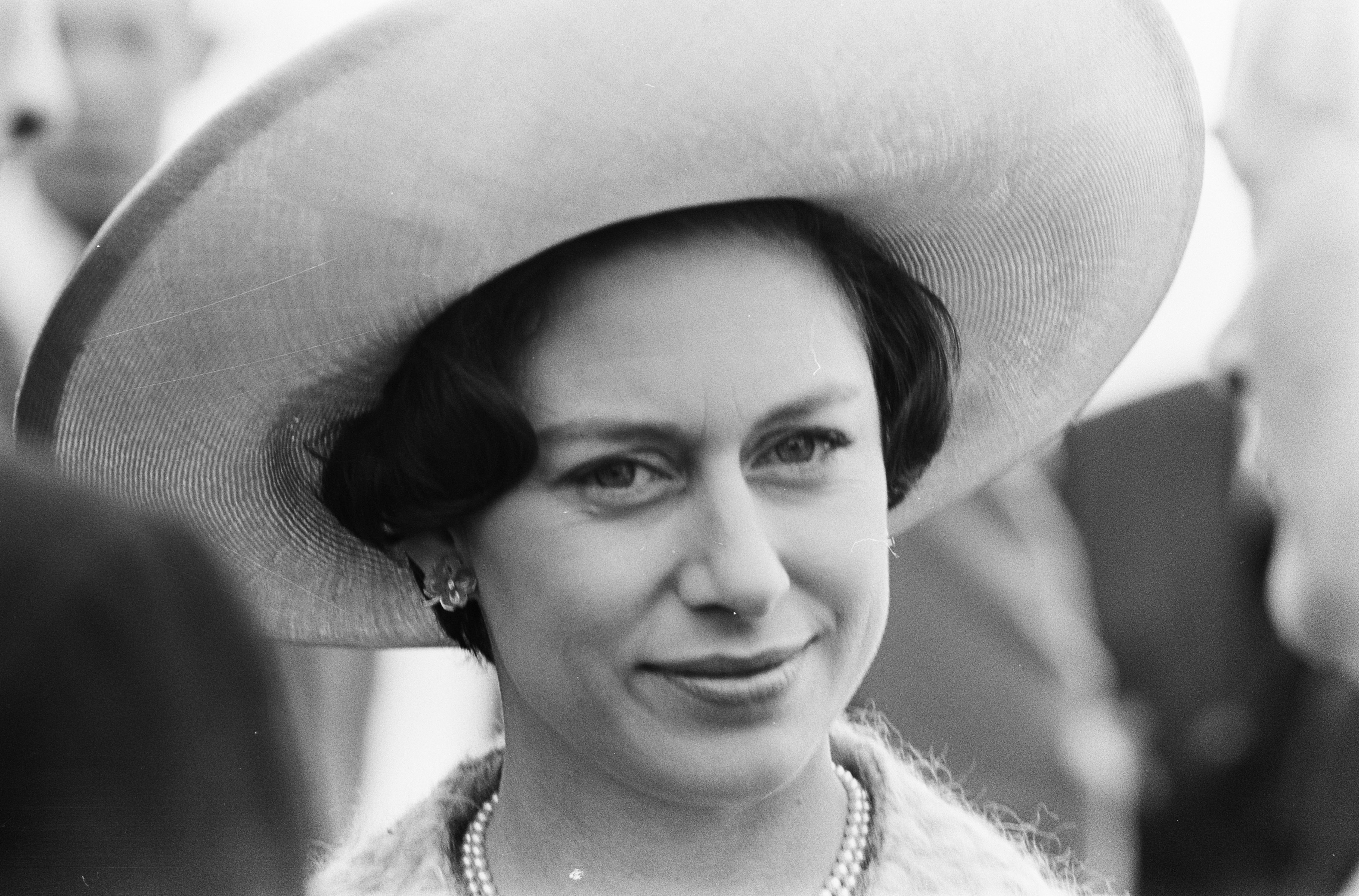
La princesse Margaret en 1965.

Margaret devient une figure de la jet set londonienne et la cible des paparazzi, en raison de son physique avantageux et de ses fréquentations inhabituelles pour un membre de la famille royale. Après plusieurs aventures, notamment avec John Turner qui devient par la suite Premier ministre du Canada, elle épouse le 6 mai 1960 Antony Armstrong-Jones, photographe de métier, anobli et titré à cette occasion comte de Snowdon et vicomte Linley. Ce mariage, célébré à l'abbaye de Westminster, est considéré comme le premier mariage moderne de la famille royale. En effet, de nombreux artistes et chanteurs figurent parmi les invités. La cérémonie, première à être diffusée en direct à la télévision, est suivie par 300 millions de téléspectateurs. Le couple s'installe dans un appartement du palais de Kensington.
De ce mariage naissent deux enfants :
- David Armstrong-Jones, 2e comte de Snowdon, vicomte Linley, né le 3 novembre 1961 ;
- Sarah Armstrong-Jones, née le 1er mai 1964.

En 1978, en raison des multiples infidélités du comte de Snowdon et d'une infidélité devenue publique de la princesse, le comte et la comtesse de Snowdon divorcent. Il s'agit du premier divorce royal depuis celui d'Henri VIII et d'Anne de Clèves en 1540.

### Vie privée et mort

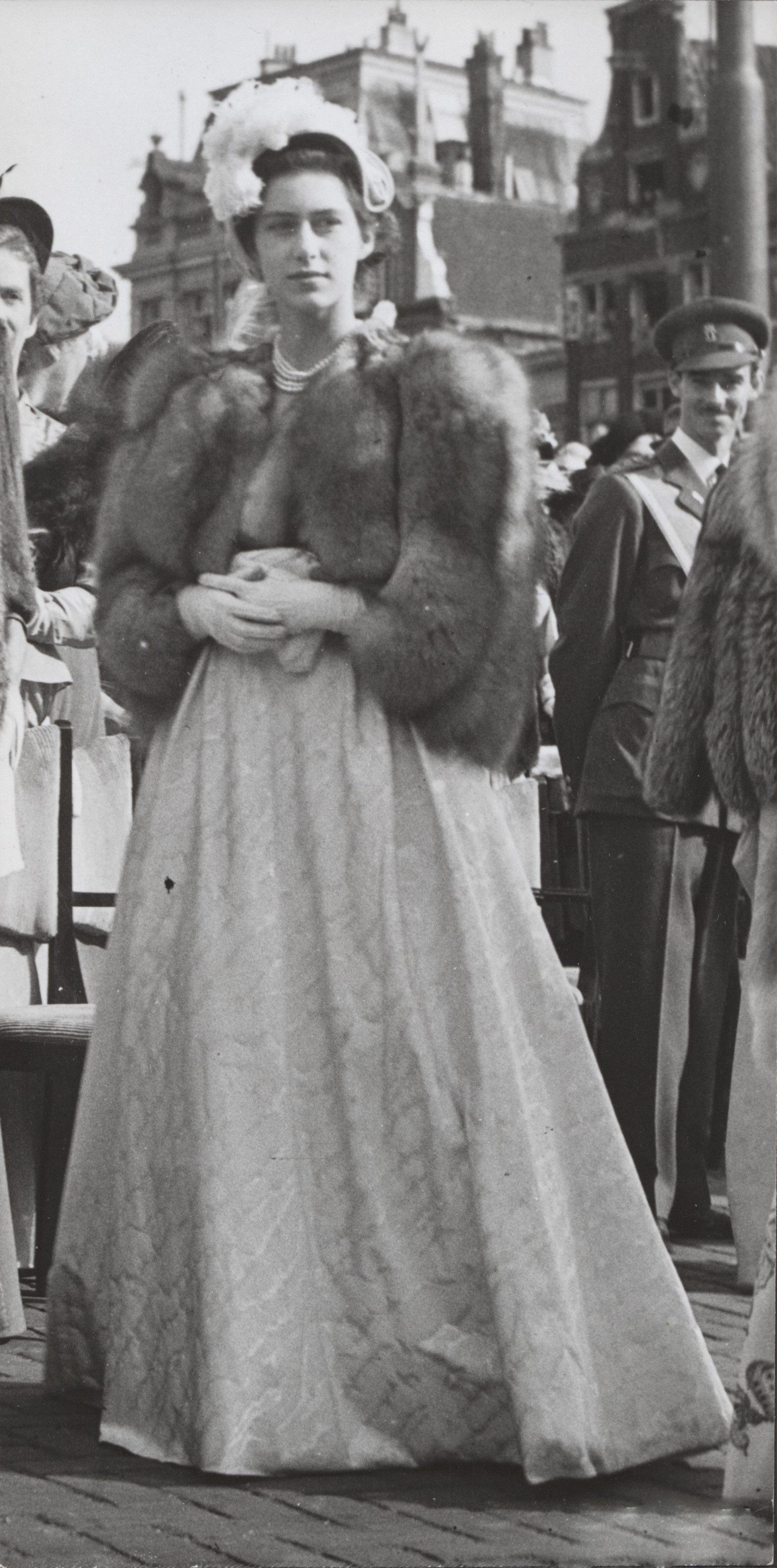
La princesse Margaret aux Pays-Bas en 1948.

Très vite surnommée la « princesse rebelle » en raison de ses fréquentations et de ses excès, la princesse Margaret devient une habituée des clubs londoniens et se montre volontiers en compagnie de rockeurs à la mode, notamment Mick Jagger, et les Beatles. Elle s'installe une partie de l'année sur l'île Moustique, à Saint-Vincent-et-les-Grenadines, royaume du Commonwealth situé dans les Caraïbes, où la princesse et son époux possèdent une villa, Les Jolies Eaux (en). Le 1er février 1976, le News of the World publie des photos prises à Moustique de la princesse avec son amant Roddy Llewellyn. Les clichés, exposant en public pour la première fois la vie intime d'un membre de la famille royale, font scandale et précipitent la fin de son mariage de façade.
À partir des années 1980, elle connaît de nombreux ennuis de santé en raison de son tabagisme et son alcoolisme (la presse rapporte qu'elle fume 60 cigarettes et boit plusieurs bouteilles de gin par jour) : elle est notamment atteinte d'une hépatite alcoolique et doit subir en 1985 l'ablation partielle d'un poumon. En 1999, elle est victime de graves brûlures aux jambes causées par l'eau bouillante de son bain, qui manquent de lui coûter la vie. Aussi, c'est en fauteuil roulant qu'elle effectue sa dernière apparition publique à l'occasion du 101e anniversaire de la reine mère.

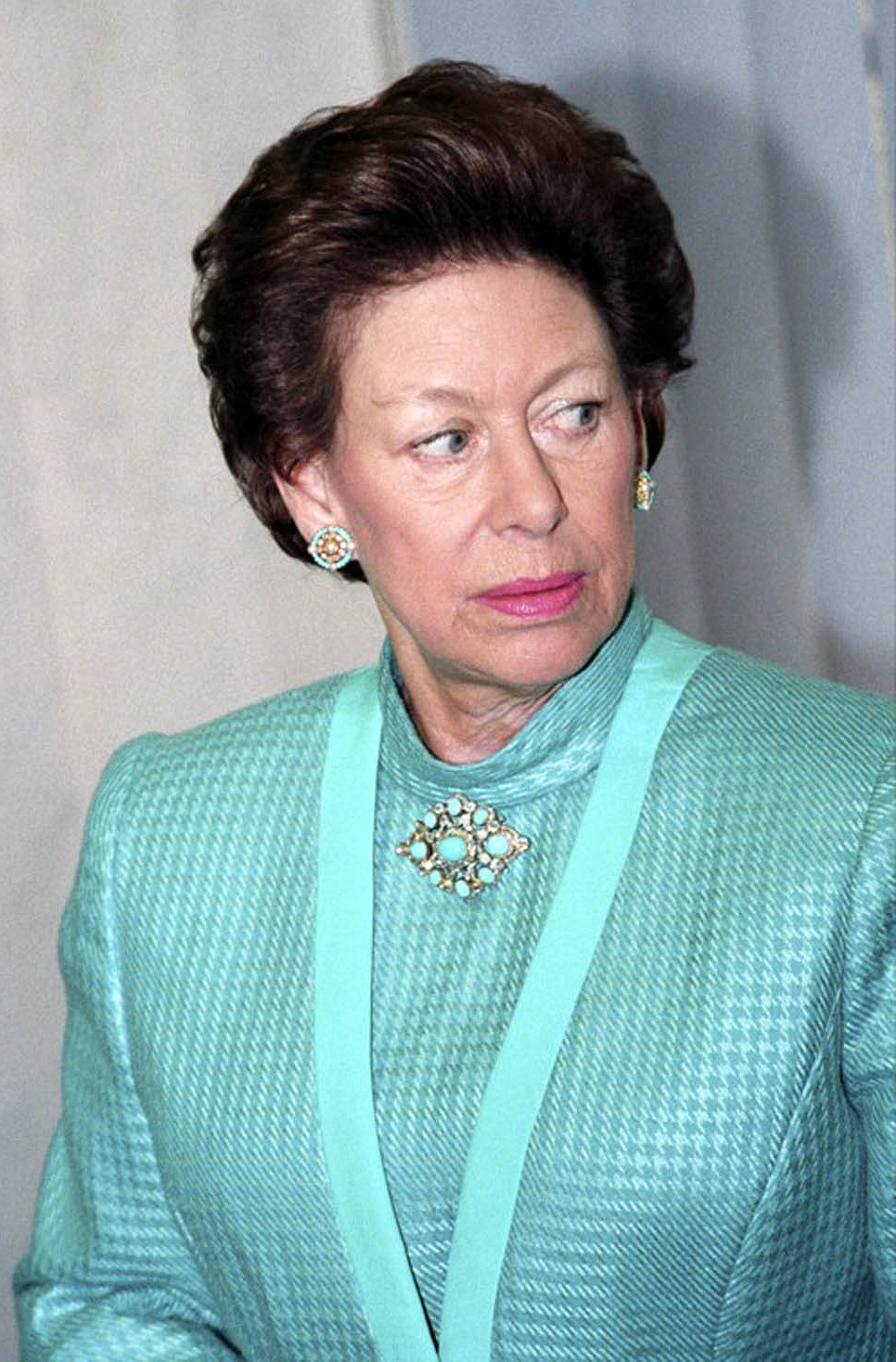
La princesse Margaret à la fin de sa vie.

La princesse meurt le 9 février 2002 à l’hôpital King Edward VII (en), dans le quartier de Westminster, à Londres, à la suite de plusieurs accidents vasculaires cérébraux, à l'âge de 71 ans, précédant sa mère d’un peu moins de deux mois. Selon les dernières volontés de la princesse, ses funérailles sont célébrées dans l'intimité au château de Windsor ; son corps est incinéré et ses cendres sont enterrées dans la chapelle Saint-Georges, près de son père.
En 2005, un documentaire intitulé Princesse Margaret, une love story retrace la vie de la princesse Margaret, en lui imputant toutes les rumeurs dont la presse l'a accusée durant sa vie, sa consommation de drogues et ses amours tumultueuses avec des hommes et des femmes.

## Vente successorale
Pour acquitter auprès du trésor britannique les frais de succession déjà payés pour un montant de 4 millions de livres sterling, soit 40 % d'une succession estimée à 10 millions de livres, ses enfants, Lord Linley et Lady Sarah Chatto, ont confié en 2006 à Christie's de Londres le soin de disperser aux enchères un certain nombre d'objets souvenirs personnels de la princesse défunte.
Plus d'un millier de collectionneurs du monde entier, auxquels s'ajoutent plus de cinq mille enchérisseurs, ont participé à cette vente aux enchères exceptionnelle quant au nombre — 596 lots — et à la qualité des objets proposés. Le produit total de la vente s'est monté à 9,57 millions de livres.

## Titres et honneurs

### Titulature
La princesse Margaret est connue successivement sous les titres de :
- 21 août 1930 – 11 décembre 1936 : Son Altesse Royale la princesse Margaret d'York ;
- 11 décembre 1936 – 6 octobre 1961 : Son Altesse Royale la princesse Margaret ;
- 6 octobre 1961 – 9 février 2002 : Son Altesse Royale la princesse Margaret, comtesse de Snowdon.

Comme ce fut le cas pour Diana Spencer, princesse de Galles et Sarah Ferguson, duchesse d'York, elle portait toujours officiellement le titre de comtesse de Snowdon après son divorce, mais sans l'utiliser.

### Décorations
- Membre de l'ordre de la famille royale de George VI en 1937[14] ;
- Membre de l'ordre de la famille royale d'Élisabeth II en 1952[15] ;
- Dame grand-croix de l'ordre royal de Victoria (GCVO) en 1953[16] ;
- Dame grand-croix du très vénérable ordre de Saint-Jean en 1956[17] ;
- Grand-croix de l'ordre de la Couronne (Belgique) en 1960[18].

## Dans la fiction
Dans le film Le Discours d'un roi, sorti en 2010 et ayant pour sujet son père, Ramona Marquez (en) prend les traits de la princesse durant sa jeunesse.
Dans la série télévisée The Crown, son rôle est interprété successivement par Vanessa Kirby dans les saisons 1 et 2, par Helena Bonham Carter dans les saisons 3 et 4, puis par Lesley Manville dans les saisons 5 et 6.